# Trylledrik
En trylledrik er en konsumerbar medicin eller gift.
I mytologi og litteratur er en trylledrik sædvanligvis lavet af en magiker, troldmand, drage, fe eller heks og har magiske egenskaber. Trylledrikken kan anvendes til at hele, forhekse, fortrylle eller forgifte folk.  For eksempel kan en kærlighedstrylledrik få en person til at blive forelsket med en anden (kærlighedstrylledrikken figurerer tragisk i de fleste versioner af eventyret Tristan og Isolde, inklusiv Richard Wagners opera Tristan og Isolde); sovetrylledrikke får en person til at falde i søvn (i folkeminde kan dette være lige fra normal søvn til en dødlignende trance); og eliksirer som heler/kurerer enhvert sår/sygdom (som i C.S. Lewis' Løven, heksen og garderobeskabet). 

## Asterix
I René Goscinny og Albert Uderzo tegneserie Asterix får titelpersonen og de øvrige beboere i hans landsby overmenneskelige kræfter fra en trylledrik brygget af druiden Miraculix. Undtagelsen der bekræfter reglen er Obelix, der faldt i gryden med trylledrik som lille og derfor har beholdt virkningen af den hele livet. Af og til optræder der også andre trylledrikke af mere eller mindre nyttig karakter. I det første album og tegnefilmen bygget over det, Asterix og hans gæve gallere, bliver de romerske legionærer f.eks. narret til at drikke, hvad de tror er trylledrikken, men som i virkeligheden er en drik, der får deres skæg til at vokse endog meget hurtigt.